# Holce
Holce (biał. Гальцы; ros. Гольцы) – wieś na Białorusi, w obwodzie brzeskim, w rejonie pińskim, w sielsowiecie Kałaurowicze, nad doliną Prypeci i nad Styrem. Graniczy z Rezerwatem Krajobrazowym Środkowa Prypeć. W źródłach występują także pod nazwą Golce.
W dwudziestoleciu międzywojennym leżały w Polsce, w województwie poleskim, w powiecie stolińskim, w gminie Płotnica. Po II wojnie światowej w granicach Związku Sowieckiego. Od 1991 w niepodległej Białorusi.